# 馬六甲戰役 (1641年)
馬六甲围城戰役，是1640年8月2日至1641年1月14日，荷蘭東印度公司對葡萄牙帝國殖民地馬六甲一次成功的戰役，并建立荷属马六甲殖民地。

## 背景
在17世紀初，荷兰王国为脱离西班牙港口的贸易封锁，加入大航海时代，自己向东南亚开拓新航道，以便维护香料的供应。1599年，荷兰人正式占领爪哇岛的万丹港口后，即成为葡萄牙强力的竞争对手。1602年，荷兰人成立荷蘭東印度公司，開始摧毀葡萄牙帝國在東方的勢力，當時，葡萄牙人把馬六甲建成堅不可摧的堡壘，以控制通過馬六甲海峽進行香料貿易的海上通道。1606年，荷兰人第一次嘗試与柔佛苏丹国共同圍困馬六甲，但最终被来自葡属印度的援军击退而失败。荷蘭改为通過小規模衝突開始削弱葡萄牙舰队的实力，令葡萄牙失去在马来半岛上的优势。1635年以后，荷蘭舰队成功裁断葡萄牙在东方的所有贸易后，令马六甲的市场惨淡，粮餉短缺。
1639年，荷兰总督与柔佛苏丹国重修舊好，共谋制服葡萄牙人。1640年，荷兰得悉葡属印度的葡萄牙舰队无力突破荷兰舰队后，荷蘭東印度公司派出海軍上將安东尼逊（Antonissoon）为征甲司令，以12艘大型戰艦和6艘小船封锁海道。柔佛陆军则用1500名士兵堵截陆路，企图断绝马六甲的一切外援。
双方在战役中互有攻守，但马六甲城内因为粮荒而导致葡军营养不良，无力抵抗疫病，以致伤亡惨重。荷军司令也在战役中染病身亡，由卡德科（W.Kartekoe）继任。1641年1月14日，卡德科在舰炮掩护下发动总攻势，与疲倦的葡军短兵相接。荷蘭與當地盟友的結合有力地摧毀了葡萄牙最後堡壘，患病的葡军守将顾丁和（Coutino）被迫接受荷军提出的荣誉投降条文，马六甲正式开城投降。

## 后续
葡萄牙坚守马六甲130年后被荷兰攻破，从此荷兰人便占领马六甲直到1824年为止。葡萄牙守将顾丁和（Coutino）接受荷兰人的荣誉投降条文后，第二天与世长辞。荷兰人敬仰他的勇毅，以隆重的军礼埋葬他的遗骸，並立碑纪念。
葡萄牙接受的荣誉投降条文包括善待马六甲城内所有葡萄牙人，将葡籍官员的家眷及牧师遣送至印度港口那加帕坦，降军则被扣押在巴达维亚（现雅加达），荷兰也履行全部条件，允许少数与当地土著结婚的葡萄牙人与混种人居留。
根據与柔佛的協議，荷蘭奪得了馬六甲的控制，同意不尋求馬來半岛上的領土或發動戰爭。